# Ogulinska špiljska spužvica
Ogulinska špiljska spužvica lat. Eunapius subterraneus je jedini predstavnik roda Eunapius, slatkovodnih spužvi koji isključivo obitava u podzemnim vodenim staništima špilja.

## Povijest pronalaska i indentifikacije
Ogulinska špiljska spužvica je prvi put pronađena 17. prosinca 1977. godine kada je speleloški tim Tonći Rađa i Branko Jalžić tijekom speleološkog istraživanja za SO PDS Želježničar u šplji Zala kod Gornjih Dubrava. Međutim zbog loše izuzetih uzoraka i nezainteresiranosti struke spužva će biti tek prepoznata kao nova vrsta nakon ponovnog pronalaska u srpnju 1982. godine od biospeleloga dr. Borisa Šket i suradnika. Vrsta je prvotno opisana 1984. godine a prvi znanstveni opis je objavljen 1986. godine, te su opisane obje podvrste.
Tijekom izdavanja Crvene knjige RH (popisa ugroženih biljaka i životinja u RH) 2004. godine za ovu vrstu su se prije izdavanja navela čak dva službena imena: Tounjska špiljska spužva i Ogulinska spužvica. Prije izdavanja knjige biolozi su se odlučili za kompromisno ime Ogulinska špiljska spužvica.

## Podvrste
Poznate su dvije podvrste:

- tipska ogulinska špiljska spužvica lat. E.s. subterraneus, Sket i Velikonja, 1984., te
- rudnička špiljska spužvica lat. E.s. mollisparpani, Sket i Velikonja, 1984.[1]

## Stanište
Spužve rastu na stijenama, na mjestima gdje je strujanje vode minimalno. Staništa pokazuju da se radi o izrazito podzemnim vrstama premda prisutnost svijetla nije faktor da pogodna lokacija bude stanište ovih spužvi.

Do sada je utvrđena na šest lokaliteta, jedan se nalazi u Lici s druge strane Velike Kapele, a ostali su u okolici grada Ogulina.
Ogulinska špiljska spužvica obitava na pet lokaliteta, a rudnička špiljska spužvica na jednom. Tipska podvrsta je utvrđena u slivovima rijeka Dobre, Tounjčice i Zagorske Mrežnice, dok rudnička špiljska spužvica živi u izvorištu rječice Rudnice.
Špilje u kojima su pronađene spužve nalaze se na području plitkog krša, osim Crnačke špilje pa su podzemne vode bogate hranjivim tvarima. Sve populacije žive pri relativno stabilnim temperaturnim uvjetima od 7,2°C do 11°C.

Premda je istraženo više lokacija i prošireno područje na kojem se istraživalo spužve, primjerci su pronađeni samo na navedenim lokacijama.
Prema Karst Water Institute, Zapadna Virginia, SAD, 2003. godine, ogulinsko krško područje je proglašeno za jedno od deset najugroženijih krških ekoloških područja u svijetu. Biospeleološko društvo RH je dobilo i donaciju Rufford Small Grant u svrhu očuvanja spužvi i staništa.

## Izgled spužve
Morfološki, radi se o izrazito nepravilnim oblicima, jajolikim i tanjurastim oblicima veličine od 1 do 8 cm u promjeru, nepravilno izbrazdane površine. Potpuno su depigmentiranog tijela, bijele boje, izrazito rahle i mekane strukture.